# Yo terrorista
Yo terrorista, es el quinto libro escrito por la uruguaya Isabel Pisano. El mismo fue editado por Plaza & Janés en 2004.

## Reseña
«Yo terrorista. Hablan los protagonistas.» De contenido osado, es el resultado de años de investigación periodística. En el mismo, varios terroristas explican en primera persona el porqué de sus acciones y el momento histórico que las provocaron.
Incluye, entre otros, relatos de Ilich Ramírez; Mehmet Ali Ağca, quien intentó asesinar al Papa en 1981; Idoia López Riaño, asesina de la ETA; Luis Montero. También se contemplan en estas páginas las Brigadas Rojas y el atentado del 11-M.

La autora fue compañera del líder palestino Yasir Arafat durante 12 años.